# Salmorejo
El salmorejo és una crema freda i de color carabassa típica d'Andalusia, i concretament de Còrdova. Està feta de tomàquet, pa blanc, oli d'oliva, vinagre, all i sal comuna. Se sol guarnir amb ou dur i pernil salat. La seva consistència final és la d'un puré. Pels ingredients emprats es tracta d'un aliment bastant econòmic, de fàcil preparació, saludable i amb gran aportació energètica. És freqüent que se serveixi fresc als comensals. Habitualment se serveix com un primer plat, tot i que, a causa de la seva consistència, de vegades se serveix com una salsa d'acompanyament, per remullar en altres aliments, per regla general fregits. El gaspatxo andalús, la porra i l'ajoblanco són altres sopes fredes andaluses. A les Canàries existeix un plat del mateix nom, el salmorejo canari, que en realitat és una salsa que no té res a veure amb l'andalús.
El dia 24 d'abril es celebra el dia del salmorejo cordobès.